# Die Mühle am Floss

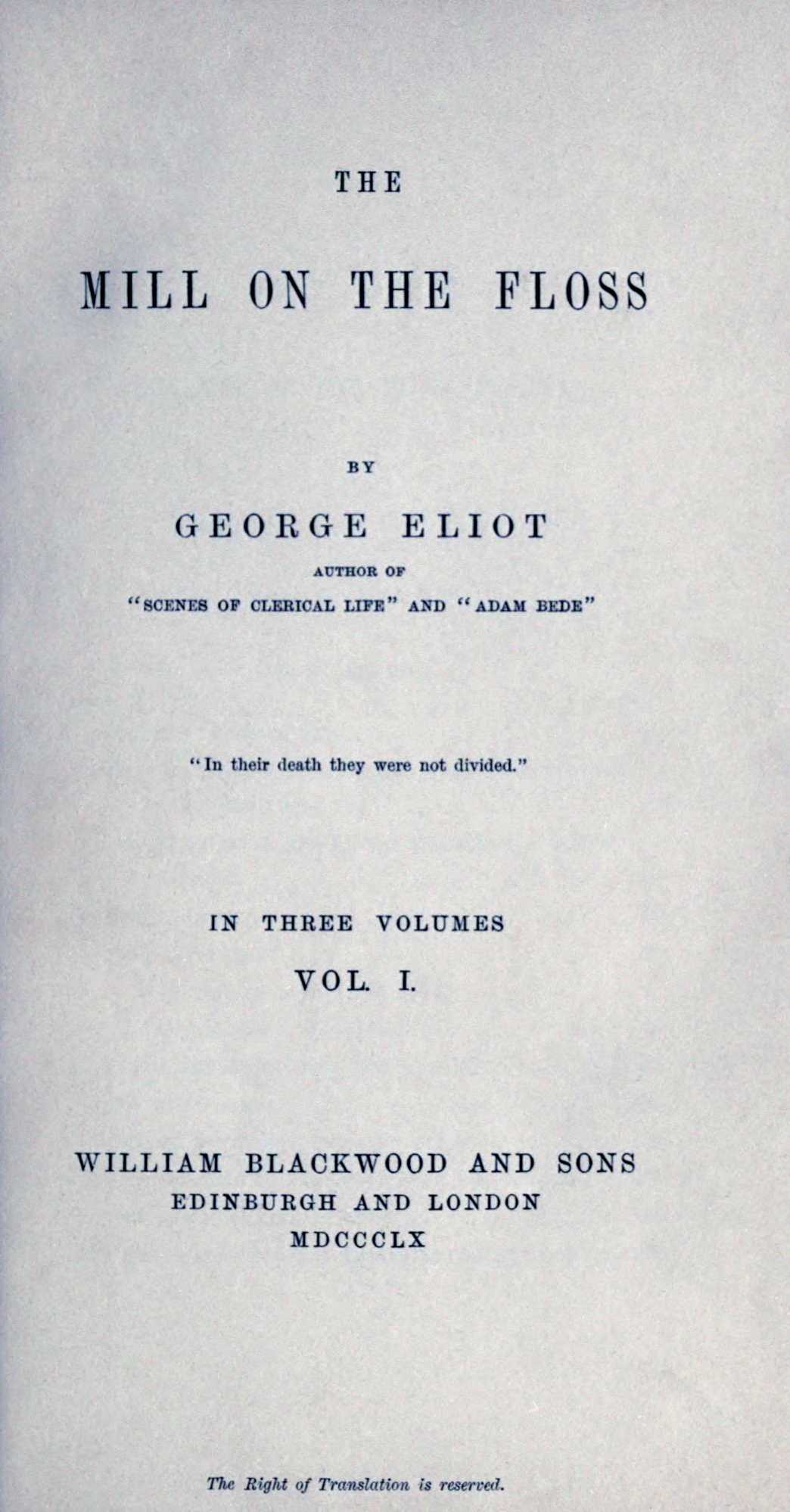
Titelseite der Erstausgabe

Die Mühle am Floss (englischer Titel: The Mill on the Floss) ist ein aus sieben Teilen (Büchern) bestehender Roman von George Eliot (Pseudonym von Mary Ann Evans) aus dem Jahr 1860.

## Zusammenfassung der Handlung

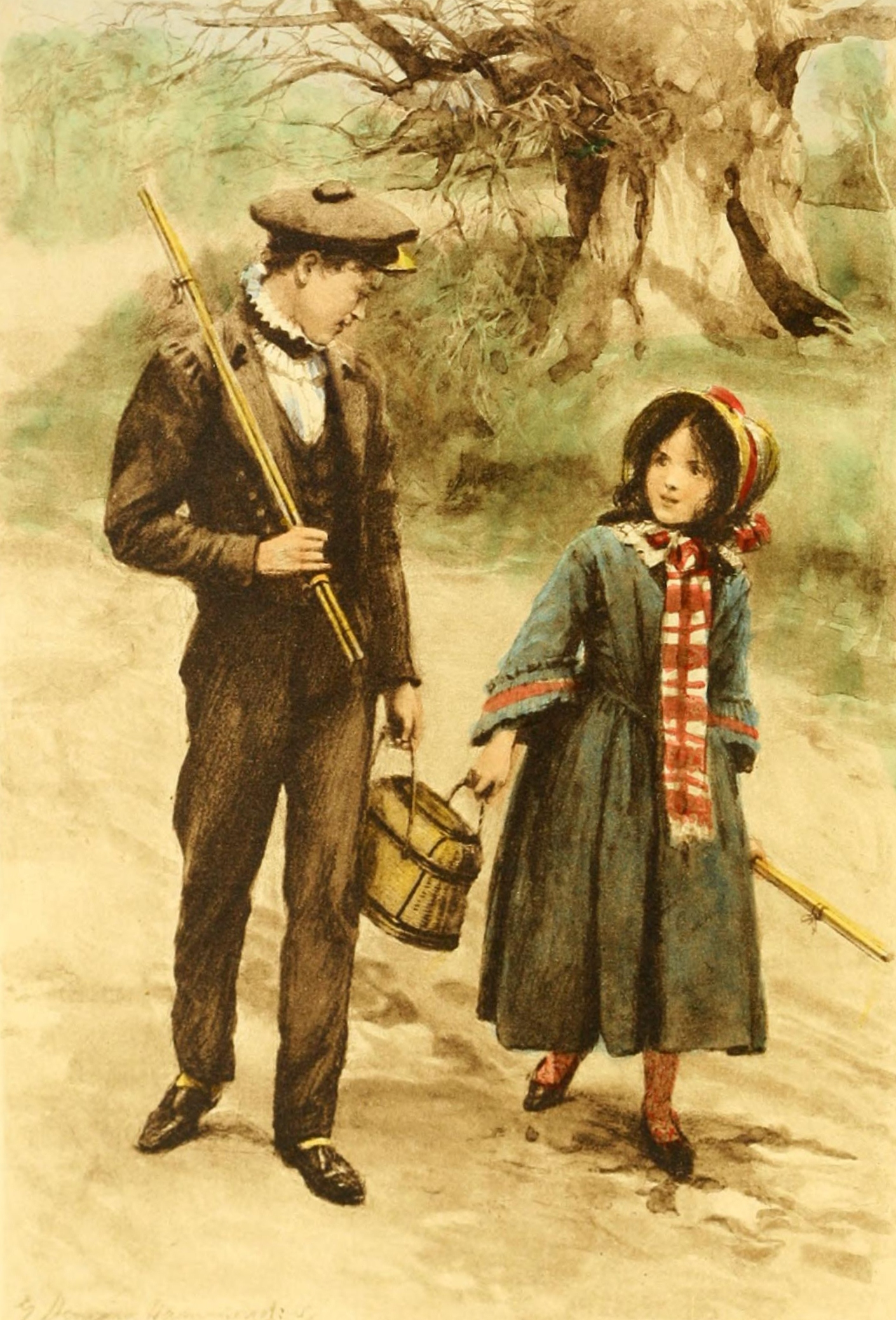
Tom und Maggie Tulliver, Illustration aus dem Jahr 1910

Dorlcote Mill am Floss in Mittelengland in der Nähe der Küstenstadt St. Ogg’s (Namen und Örtlichkeiten sind fiktiv) befindet sich seit Generationen im Besitz der angesehenen Familie Tulliver. Ihr jetziger Besitzer, Herr Tulliver, ist ein intelligenter und gutherziger, aber leicht aufbrausender Familienvater, der durch leichtsinniges Geldverleihen und Gerichtsprozesse und den Hass auf seinen Gegner, den Rechtsanwalt Wakem, seinen Besitz in den Ruin, die Familie in die Armut und sich selbst in den vorzeitigen Tod treibt.
Seine Frau Bessie gehört zu dem bornierten, selbstgerechten, auf strenge Wahrung der Konvention achtenden und von Frauen beherrschten Dodson-Klan.
Die Hauptfigur des Romans ist ihre Tochter Maggie Tulliver, die mit ihrem Bruder Tom an der Mühle und dem Fluss aufwächst. Tom ist intellektuell eher mittelmäßig begabt, gefühlsarm und herrschsüchtig, aber bestimmt durch unerschütterliche moralische Prinzipien. Maggie dagegen ist aufgeweckt, feinfühlig, impulsiv und liebesbedürftig, aber sie unterwirft sich bedingungslos dem von ihr verehrten älteren Bruder. Bei ihren Tanten eckt sie dauernd an.
Tom bekommt Privatunterricht bei einem Pfarrer zusammen mit Philip Wakem, dem aufgeweckten und künstlerisch begabten, aber buckligen und schüchternen Sohn des Rechtsanwalts. Bei einem Besuch freunden sich Maggie und Philip an.
Nach ihrem finanziellen Ruin beginnt für die Tullivers eine Leidenszeit. Der Rechtsanwalt Wakem wird neuer Besitzer der Mühle, und Herr Tulliver muss für den verhassten Widersacher als Pächter arbeiten. Tom müht sich ab, um die Schulden der Familie zurückzuzahlen. Maggie, die sich vom hässlichen Entlein zu einer attraktiven jungen Frau entwickelt hat, knüpft eine neue Beziehung zu Philip Wakem an, der sie fast wie eine Göttin verehrt. Tom zwingt seine Schwester brutal, die Beziehung zu beenden; sie sucht sich auswärts eine Stellung als Lehrerin.
Als Maggie ihre Freundin und Cousine Lucy Deane besucht, lernt sie deren Quasi-Verlobten, Stephen Guest kennen. Stephen und Maggie fühlen sich unwiderstehlich voneinander angezogen, obwohl Stephen die Verlobung mit Lucy aufrechterhalten will und Maggie zu Philip hält. Bei einer eher harmlosen Bootsfahrt kompromittieren sich Maggie und Stephen in den Augen der Gesellschaft von St. Ogg’s, von der Maggie nun geächtet wird. Nur Lucy und Philip, deren Hoffnungen Maggie zerstört hat, zeigen für sie Verständnis. Tom, inzwischen wohlhabend und wieder Besitzer der Mühle, weist sie aus dem Haus.
Als das Tal des Floss von einer großen Flut heimgesucht wird, rettet Maggie im Boot zunächst ihren Bruder, dann aber gehen sie beide, einander wieder versöhnt in den Armen liegend, in den Fluten unter. „In ihrem Tode waren sie nicht getrennt“, heißt es auf dem gemeinsamen Grabstein.

## Ausgaben und Übersetzungen
- Die Tauchnitz-Edition (zeitgleich mit der in Großbritannien erschienenen Erstausgabe): The Mill on the Floss, Bernhard Tauchnitz, Leipzig 1860
  - auf Deutsch: George Eliot, Eva-Maria König (Übersetzung, Anmerkungen, Nachwort): Die Mühle am Floss. In: Reclams Universalbibliothek RUB 8080. Reclam, Stuttgart 1983, ISBN 3-15-002711-X (Originaltitel: The mill on the Floss. Übersetzt von Eva-Maria König).

## Verfilmungen des Romans
- 1915, USA: The Mill on the Floss, Regie: Eugene Moore, mit: Mignon Anderson (Maggie)[1]
- 1936, Großbritannien: The Mill on the Floss, Regie: Tim Whelan, mit: Frank Lawton (Philip Wakem), Geraldine Fitzgerald (Maggie), Fay Compton (Mrs. Tulliver), James Mason (Tom)[2]
- 1948, Argentinien: La gran tentation, Regie: Ernesto Arancibia, mit: Elisa Galvé[3]
- 1965, Großbritannien: The Mill on the Floss (vierteilige Miniserie), mit Jane Asher (Maggie)[4]
- 1978, Großbritannien: The Mill on the Floss (achtteilige BBC-Miniserie), mit: Pippa Guard (Maggie), Judy Cornwell (Bessie), Anton Lesser (Philip), John Moulder-Brown (Stephen)[5]
- 1997, Großbritannien: The Mill on the Floss (90-minütiger BBC-Fernsehfilm), mit Emily Watson (Maggie), Cheryl Campbell (Mrs. Tulliver), James Frain (Philip), Bernard Hill (Mr. Tulliver)[6]